# Forte di San Leo
Il forte di San Leo, conosciuto anche come rocca di San Leo, si trova nell'omonimo comune in provincia di Rimini sulla cima della cuspide rocciosa che sovrasta l'abitato leontino e domina la Valmarecchia. Nel 2015 ha fatto registrare 72 617 visitatori.
Dal dicembre 2014 il Ministero della cultura lo gestisce tramite il polo museale dell'Emilia-Romagna, nel dicembre 2019 divenuto Direzione regionale Musei.

## Storia
Città d'arte, da sempre capitale storica del ducato di Montefeltro, prigione di Felice Orsini e di Cagliostro, San Leo fu spesso rifugio del re d'Italia Berengario II, il quale fu sconfitto a Pavia nel 961.
Una prima fortificazione sulla cima del monte fu costruita dai romani. Nel Medioevo fu aspramente contesa da Bizantini, Goti, Franchi e Longobardi. Tra il 961 e il 963 vi fu stretto in assedio Berengario II da Ottone I di Sassonia. Intorno alla metà dell'XI secolo i conti di Montecopiolo giunsero a Montefeltro, antico nome di San Leo, da cui trassero il nome e il titolo di conti. Nella seconda metà del Trecento i Malatesti riuscirono ad espugnare la rocca, alternandosi nel dominio ai Montefeltro sino alla metà del Quattrocento. Nel 1441 il giovanissimo Federico da Montefeltro fu autore di un'intraprendente scalata del forte. Per tenere testa alle nuove tecniche militari egli fece riedificare la rocca affidando il compito all'ingegnere senese Francesco di Giorgio Martini.
La nuova struttura permetteva una controffensiva dinamica, garantendo direzioni di tiro incrociate. Per garantire questa condizione i lati della rocca erano dotati di artiglieria e le vie d'accesso vennero rese non raggiungibili dal fuoco nemico grazie ad avamposti militari.
Nel 1502 Cesare Borgia, con il sostegno di papa Alessandro VI, si impadronì della fortezza. Alla morte del pontefice, nel 1503, Guidobaldo da Montefeltro riprese il possesso dei suoi domini. Nel 1516 le truppe fiorentine, sostenute questa volta da Leone X e guidate da Antonio Ricasoli penetrarono nella città e requisirono il forte.
Sino alla devoluzione allo Stato Pontificio del ducato di Urbino, nel 1631, San Leo appartenne dal 1527 ai Della Rovere. Con il nuovo possesso la destinazione dell'edificio passò da rocca a carcere, le cui celle erano ricavate negli alloggi dei militari. Fra i reclusi che vi furono imprigionati spiccano i nomi di Felice Orsini e dell'avventuriero palermitano Cagliostro. Nel 1906 la fortezza cessò di essere un carcere e per otto anni, fino al 1914, ospitò una "compagnia di disciplina".
Nell'Italia unita il comune di San Leo ha fatto parte delle Marche (provincia di Pesaro e Urbino) fino al 15 agosto 2009, quando ne è stato distaccato congiuntamente ad altri sei comuni dell'Alta Valmarecchia in attuazione dell'esito di un referendum svolto il 17 e 18 dicembre 2006. Contro la variazione territoriale le Marche hanno proposto ricorso alla Corte costituzionale, ma questa lo ha ritenuto infondato.
Attualmente gli ambienti della fortezza ospitano un museo d'armi e una pinacoteca.

## Descrizione

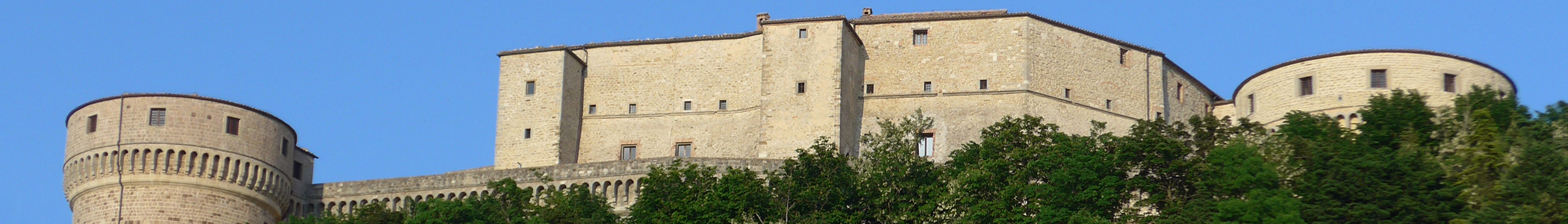
La fortezza di San Leo

Nella rocca sono presenti due parti abbastanza distinte: il mastio, che con i suoi torricini quadrati e l'ingresso gotico è la parte più antica e l'ala residenziale, i torrioni rotondi e il muraglione a carena con beccatelli che li collega, di fattura più recente. I due torrioni, il muro di cinta e il mastio delimitano inoltre la cosiddetta piazza d'armi.
La zona è costellata di picchi rocciosi che si innalzano volgendo al mare le pareti più scoscese. Su ciascuno di questi picchi una rocca o i ruderi di un fortilizio rammentano un passato tumultuoso; mentre le pievi antiche temperano l'aspetto fiero di valloni e alture. Al visitatore che giunge dalla pianura romagnola la città-fortezza si presenta schermita dal suo enorme scudo di roccia altissima e levigata. A chi scende dalla montagna essa appare quale nave dall'altissima prua volta ad est, con la torre campanaria simile ad albero maestro, e con la sua manciata di case difformi e ammucchiate.

## Galleria d'immagini

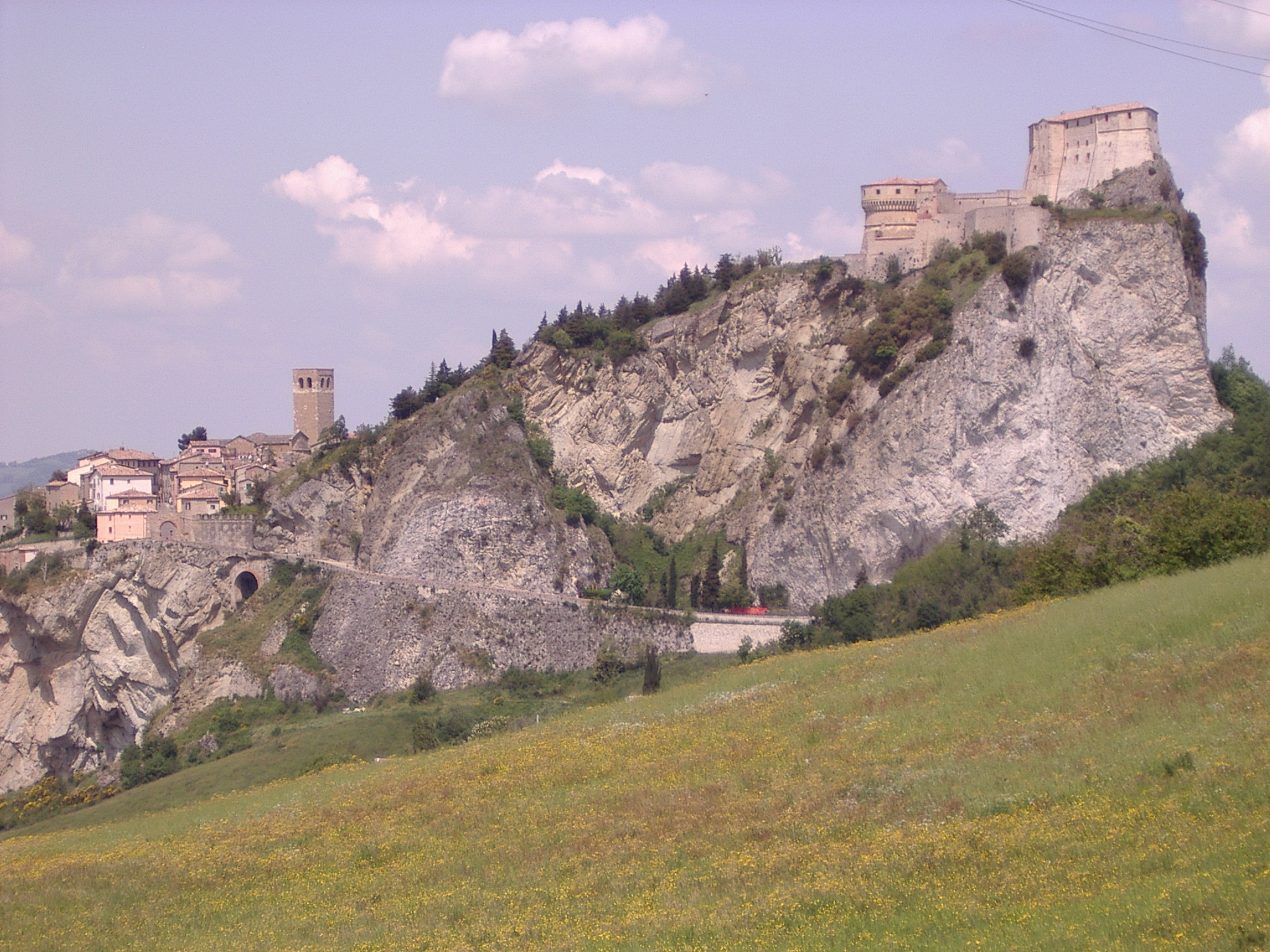
Il paese dominato dalla fortezza
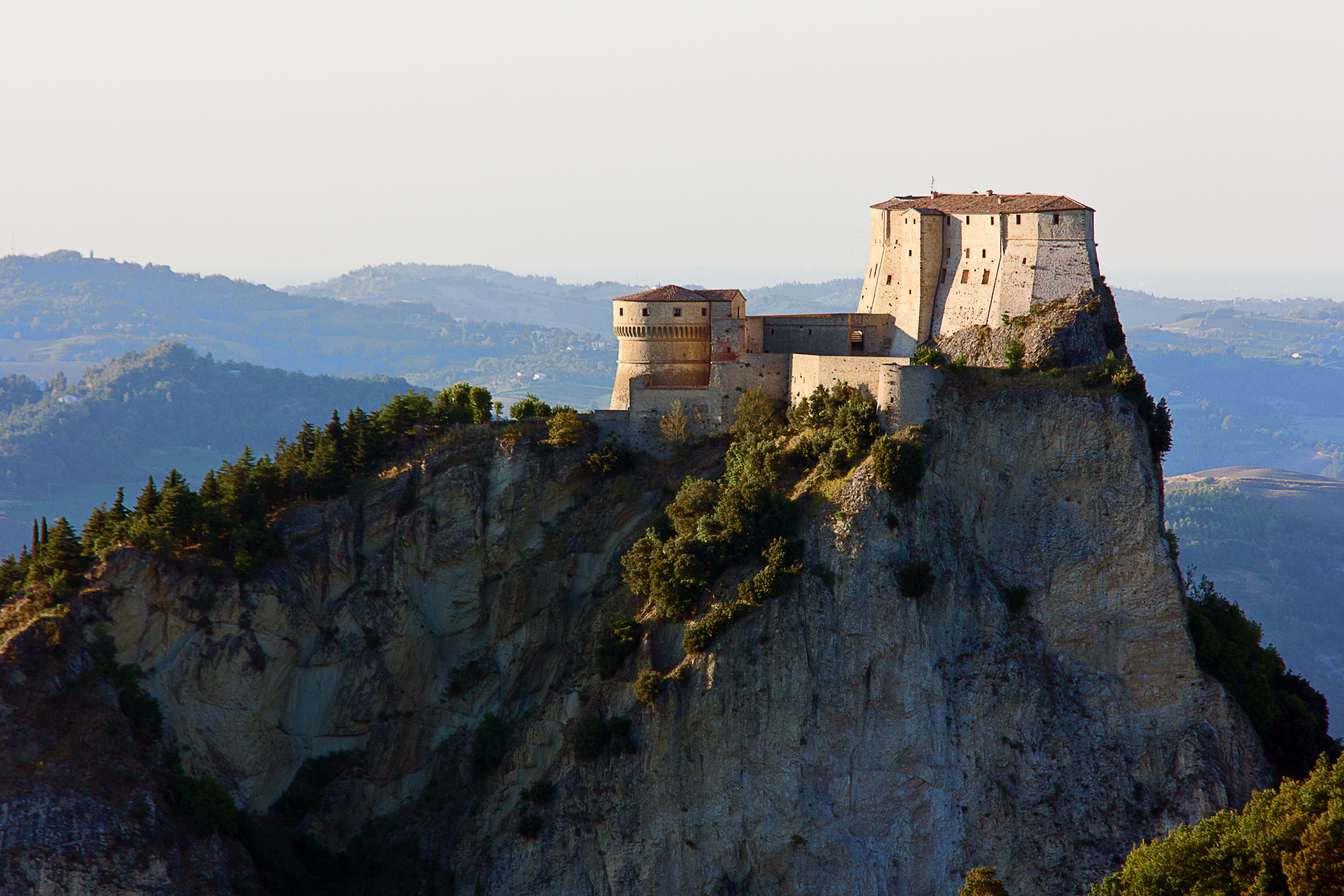
Il forte
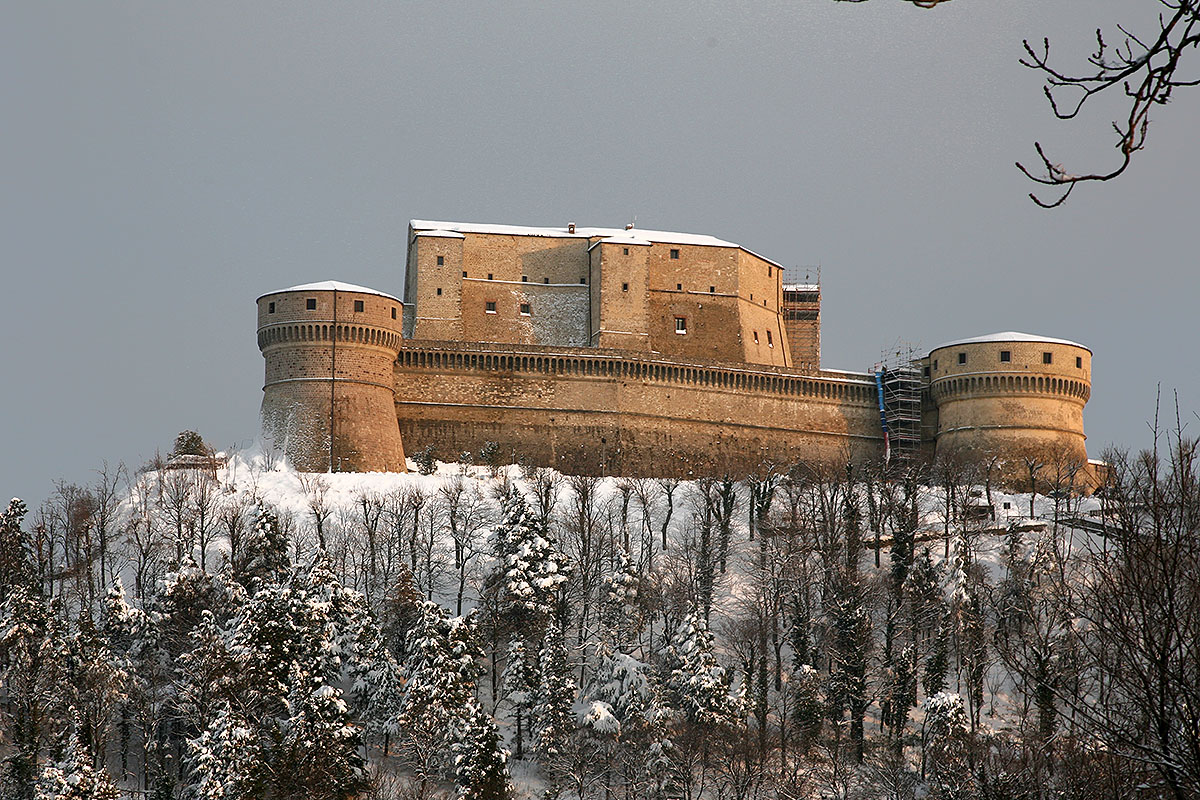
Il forte imbiancato
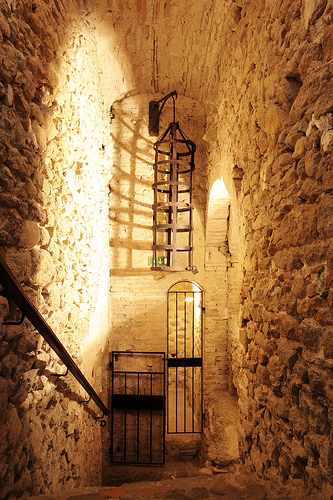
Un corridoio del forte
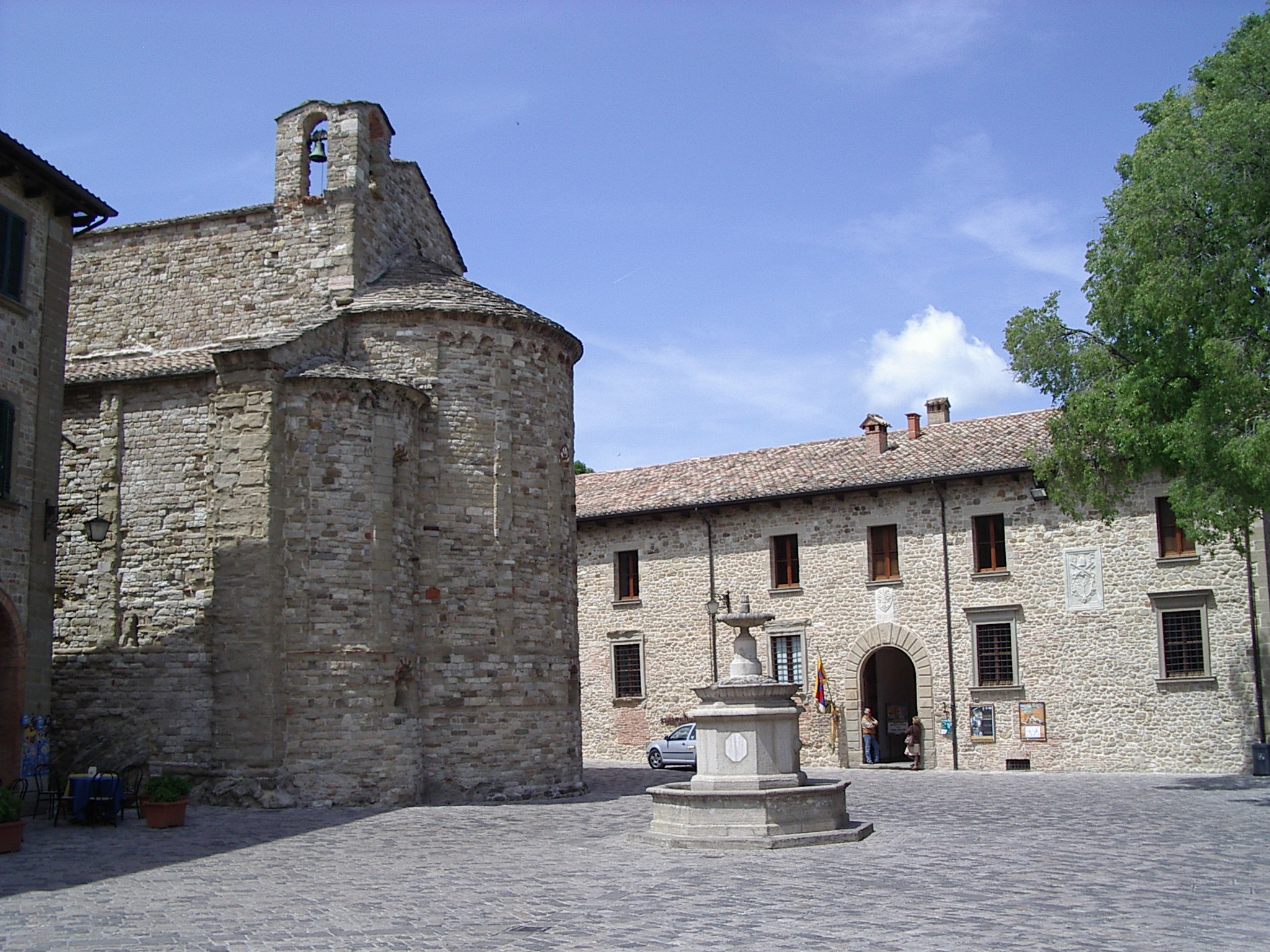
Piazza di San Leo
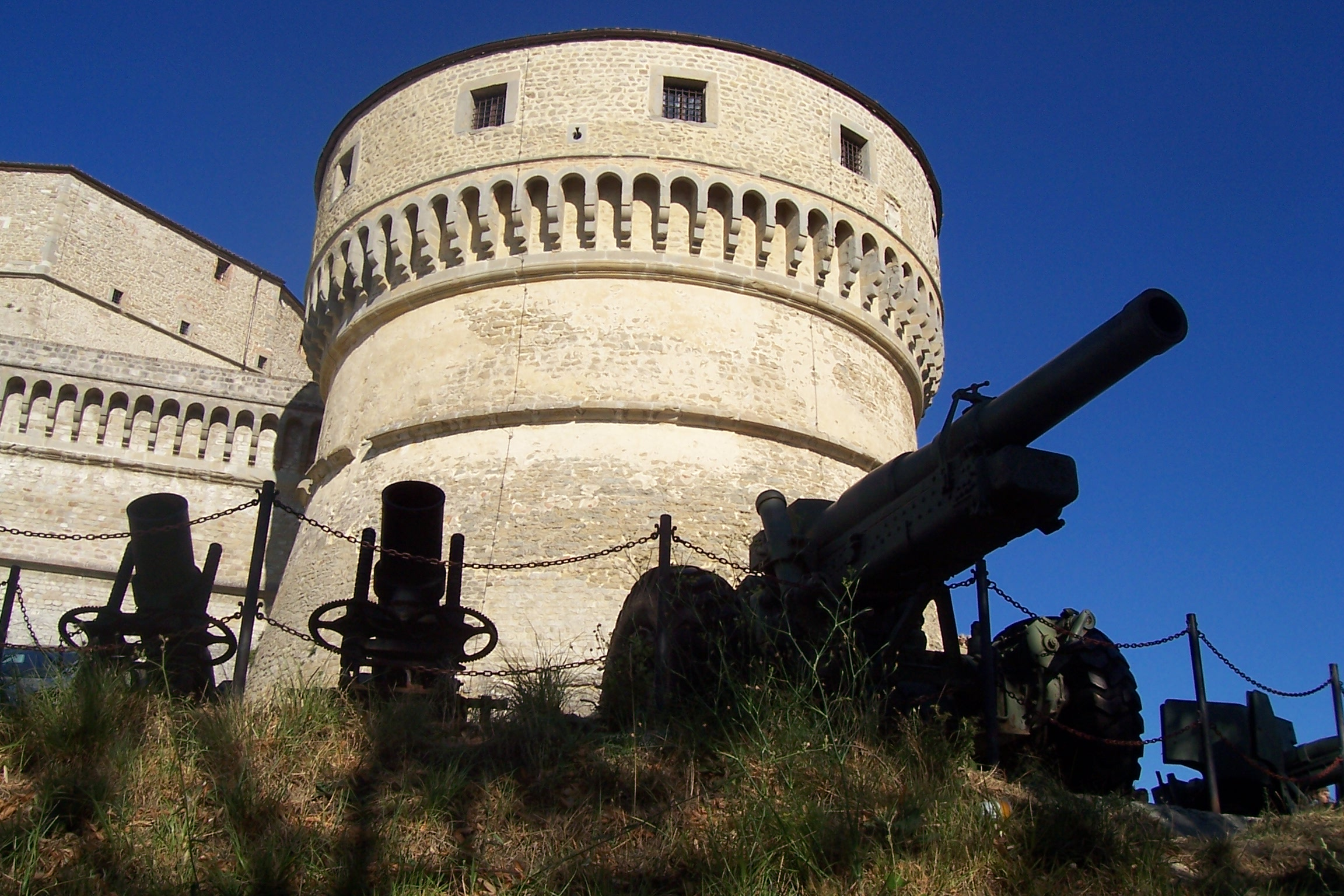
Veduta di una torre della fortezza di San Leo e di tre cannoni
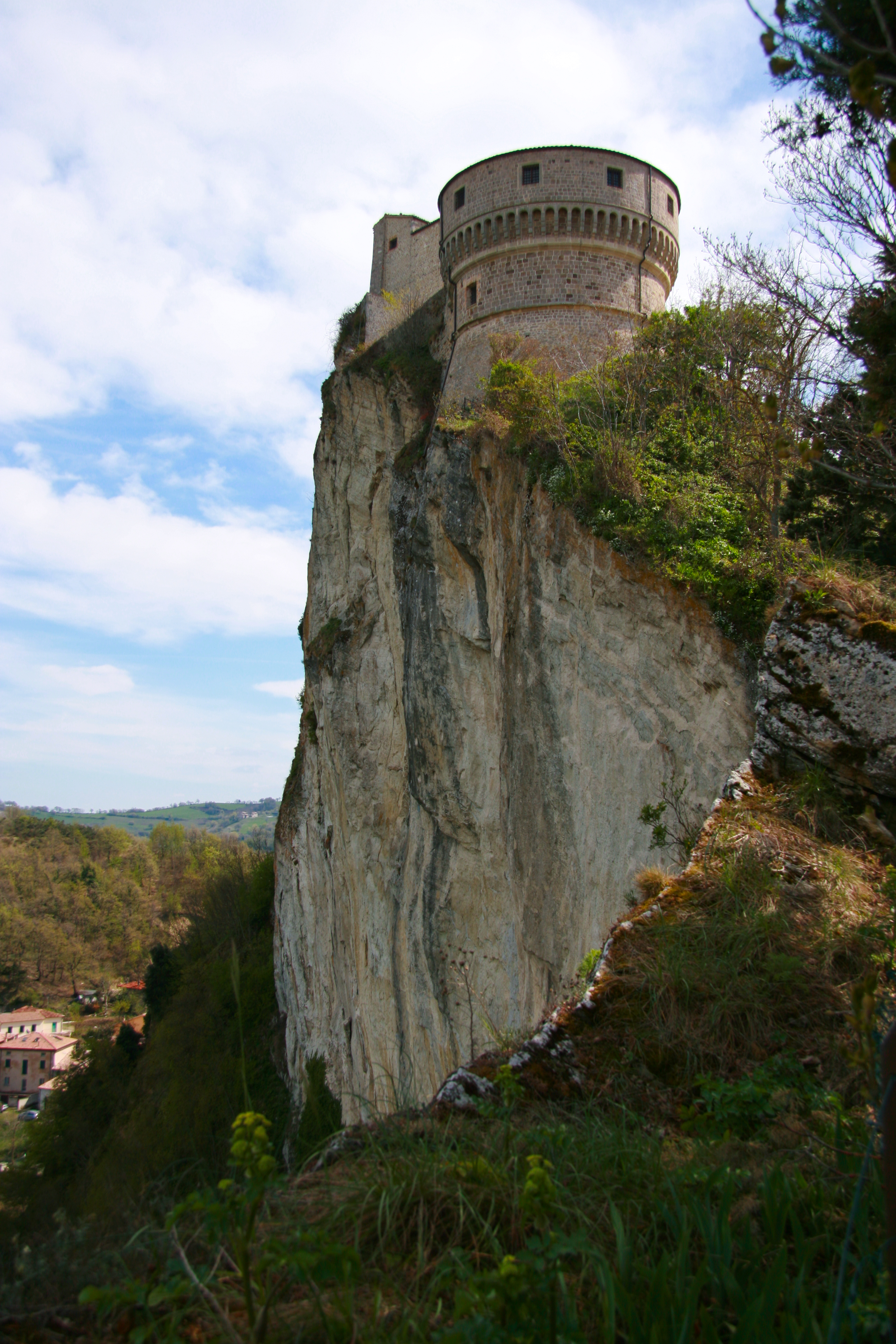
Veduta di una torre dalla strada che dal paese sale alla rocca